# Tatort: Scheherazade
Scheherazade ist ein Fernsehfilm aus der Kriminalreihe Tatort der ARD und des ORF. Der Film wurde von Radio Bremen produziert und am 5. Juni 2005 erstmals ausgestrahlt. Es handelt sich um die 600. Tatort-Folge. Für Kriminalhauptkommissarin Inga Lürsen (Sabine Postel) ist es der zwölfte Fall, für Kriminalkommissar Stedefreund (Oliver Mommsen) der siebte, in dem sie ermitteln.

## Handlung
Die junge, gehetzte Frau mit der Sonnenbrille und dem interessanten Nackentattoo fühlt sich verfolgt – ist es etwa der asiatische Fahrradkurier oder steckt doch mehr dahinter? Immerhin liegt ihr Mitbewohner Marwan tot auf dem Boden der verschlossenen Wohnung. Deshalb platzt sie in ein Verhör, das Kriminalhauptkommissarin Inga Lürsen und ihr Kollege Nils Stedefreund führen und das kurz vor dem Geständnis steht. Lürsen erkennt sie nach acht Jahren wieder und nennt sie Scheherazade, die Märchenerzählerin. Diese gibt an, dass ihr Freund tot sei. Die leere Wohnung bestätigt allerdings Lürsen, dass sie es wieder mit einer Geschichte von Scheherazade zu tun hat. Scheherazade/Manu behauptet, dass es sich beim Toten um einen der Piloten vom 11. September handeln könnte. Nach einer Handgreiflichkeit mit dem Fahrradkurier in einer dunklen Unterführung überzeugt sie Stedefreund von ihrer Verschwörungstheorie. Der nimmt sie sogar zu sich nach Hause, wo sie den Widersprüchen nachgehen. Nachdem er eingeschlafen scheint, nimmt sich Manu Bargeld aus Stedefreunds Geldbeutel und trifft sich mit einem Mann. Auch Inga Lürsen hat in dieser Nacht eine Begegnung …
Am folgenden Tag kann Lürsen den anderen Fall abhaken und Stedefreund präsentiert Herrn Lier, der einen Mann in Manus Wohnung gesehen haben will. Dessen Aussage erweist sich jedoch als mehr als wackelig. Als Manu im Kommissariat eine Videoaufnahme vom 11. September präsentiert, die Marwans Unschuld beweist, soll sie auf Lürsens Anweisung der Drogenfahndung übergeben werden. Allerdings stellt sich dieser Kontakt als Finte und kurze Zeit später als Privatdetektiv heraus, der im Auftrag der Reinigungsfirma recherchierte, für die Manu arbeitet. Scheherazade/Manu wird immer nervöser und sieht überall bedrohliche Elemente, die in Gestalt des Fahrradkuriers tatsächlich wieder real werden. Sie kann ihn überwältigen. Interessanterweise treffen sich die Chefin der Privatdetektei und Lürsens „Begegnung“, Rolf Jahnussen, der für ein internationales Sicherheitsunternehmen arbeitet.
Die nächtlichen Geschehnisse um Manu nehmen Fahrt auf, als sie von einem Büro aus die Videoaufnahme vom 11. September ins Netz hochlädt und danach vom „Privatdetektiv“ Krauss und dem Fahrradkurier verfolgt und festgehalten wird. Sie kann den beiden entfliehen und fasst Stedefreund in ihrer Wohnung: „Scheißkerl!“ Währenddessen bestätigt ein Leichenhundführer, dass in Manus Wohnung tatsächlich eine Leiche gelegen haben muss. Das Ende bleibt offen.

## Hintergrund
Der Film wurde vom 7. September bis zum 12. Oktober 2004 unter dem Arbeitstitel Verschwörung in Bremen gedreht.

## Rezeption

### Einschaltquoten
Bei seiner Erstausstrahlung am 5. Juni 2005 erreichte der Film 7,27 Mio. Zuschauer, was einem Marktanteil von 20,9 % entspricht.

### Kritiken
TV Spielfilm urteilte: „Die 9/11-Terroranschläge wirken bis nach Bremen nach […] Optisch ambitioniert, aber konfuse Story.“
Rainer Tittelbach (tittelbach.tv) meint: „Ein ungewöhnlicher „Tatort“ ist dieser Film. Die sprunghafte junge Frau gibt auch ästhetisch den Ton an. Die Paranoia bekommt einen modischen Look mit Farb- und Montageeffekten verpasst. Dass das alles nicht nervt, sondern man nach einer Eingewöhnungsphase sogar mitfiebert – das liegt vor allem an der überzeugenden Esther Zimmering und den immer wieder wirkungsvoll eingesetzten Thriller-Momenten. Am Ende bleibt ein ungutes Gefühl.“